# Concert du nouvel an 1971 à Vienne
Le concert du nouvel an 1971 de l'orchestre philharmonique de Vienne, qui a lieu le 1er janvier 1971, est le 31e concert du nouvel an donné au Musikverein, à Vienne, en Autriche. Il est dirigé pour la 17e fois consécutive par le chef d'orchestre autrichien Willi Boskovsky.
Johann Strauss II y est toujours le compositeur principal, mais son frère Josef est représenté avec six pièces, son autre frère Eduard avec deux pièces, et leur père Johann clôt le concert avec sa célèbre Marche de Radetzky.
Seules deux pièces sur les dix-huit au total sont jouées pour la première fois au concert du nouvel an.

## Programme
Les pièces suivies d'un astérisque (*) sont jouées pour la première fois.

### Première partie
1. Johann Strauss II : ouverture de l'opérette Der Zigeunerbaron
2. Josef Strauss : Transactionen, valse, op. 184
3. Eduard Strauss : Augensprache, polka française, op. 119
4. Johann Strauss II : Stürmisch in Lieb' und Tanz, polka rapide, op. 393*
5. Johann Strauss II : Lagunen-Walzer, valse, op. 411
6. Josef Strauss : Eingesendet, polka rapide, op. 240

### Deuxième partie
1. Johann Strauss II : ouverture de l'opérette Indigo und die 40 Räuber
2. Johann Strauss II : Wiener Blut, valse, op. 354
3. Johann Strauss : Beliebte Annen-Polka, polka, op. 137
4. Josef Strauss : Plappermäulchen, polka rapide, op. 245
5. Josef Strauss : Feuerfest, polka française, op. 269
6. Josef Strauss : Dynamiden, valse, op. 173
7. Eduard Strauss : Ohne Aufenthalt, polka rapide, op. 112*
8. Johann Strauss II : Neue Pizzicato-Polka, polka, op. 449
9. Josef Strauss : Jokey-Polka, polka rapide, op. 278
10. Johann Strauss II : csárdás du Chevalier Pásmán, op. 441

### Rappels
1. Johann Strauss II : Le Beau Danube bleu, valse, op. 314
2. Johann Strauss : Marche de Radetzky, marche, op. 228